# Saint-Jean-du-Corail
Saint-Jean-du-Corail település Franciaországban, Manche megyében. Lakosainak száma 238 fő (2018. január 1.). Saint-Jean-du-Corail Bion, Barenton, Husson, Notre-Dame-du-Touchet és Saint-Clément-Rancoudray községekkel határos.

## Népesség
A település népessége az elmúlt években az alábbi módon változott:
| Lakosok száma | 455  | 389  | 342  | 311  | 283  | 274  | 261  | 252  | 238  | 238  |
|               | 1962 | 1968 | 1982 | 1990 | 1999 | 2008 | 2011 | 2013 | 2017 | 2018 |